# Cinema 4D

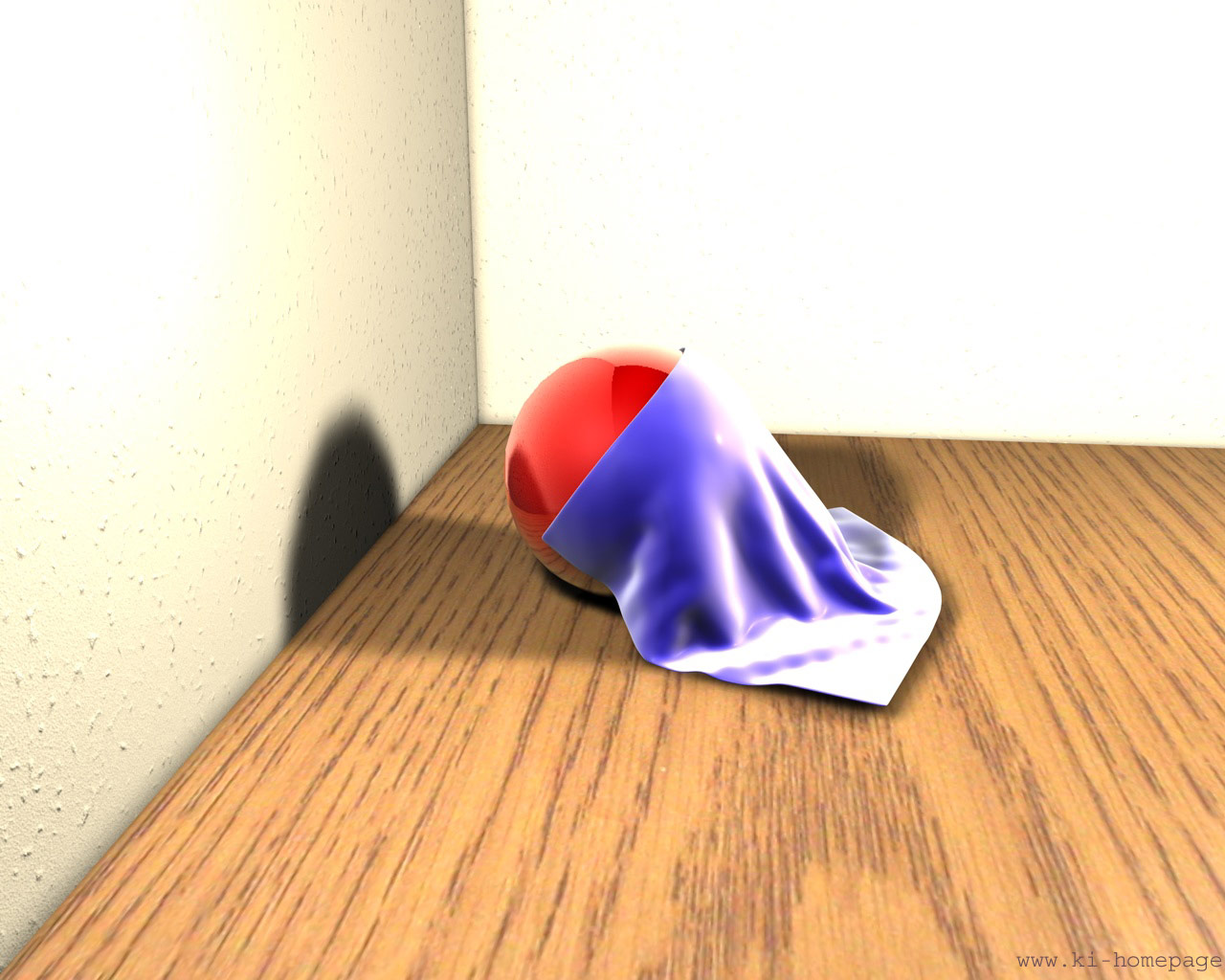
Obraz stworzony w programie Cinema 4D

Cinema 4D (skrótowo C4D) – komercyjny program do tworzenia grafiki 3D.
Producentem jest firma Maxon Computer GmbH zlokalizowana we Friedrichsdorfie koło Frankfurtu w Niemczech.

## Wymagania systemowe
- Windows 10 64-bit, procesor Intel lub AMD 64-bit z obsługą SSE3
- macOS 10.12.6 + procesor Intel 64-bit
- 4 GB RAM (8 GB zalecane), karta graficzna z obsługą OpenGL 4.1 (zalecane dedykowane GPU)

Renderer GPU wymaga karty graficznej NVIDIA lub AMD ze wsparciem dla OpenGL 4.1 lub nowszy, zalecane jest co najmniej 4 GB pamięci VRAM. Standardowa instalacja może zająć do 4 GB lub więcej miejsca na dysku.

## Użycie oprogramowania
Lista filmów i innych prac w których użyto oprogramowania CINEMA 4D:

- The Girl with the Dragon Tattoo
- Beowulf
- The Ship-boys of Bontekoe
- The Golden Compass
- Surf’s Up
- We Are the Strange
- Spider-Man 3
- Monster House
- War of the Worlds
- Chronicles of Narnia
- Serenity
- Inception
- Doom
- Prehistoric Park
- Homework
- Van Helsing
- Bernd das Brot
- Generation
- The Polar Express
- TV Patrol (logo and in-newscasting props)
- King Arthur
- June 17, 1953, State of Emergency
- Open Season
- He Was a Quiet Man
- Surrogates
- Tron: Legacy
- Roger Waters: The Wall Live tour projections (some of them)
- Iron Man 3
- Pacific Rim
- Dick Figures: The Movie (Paris Pursuit sequence and Crookygrin’s plane, CG animation by Joel Moser)
- The Nut Job
- „Eurovision Song Contest and Junior Eurovision Song Contest” Graphics
- Where the Dead Go to Die
- Furious 7
- Insignificant / Une espèce à part